# Stätte des ‚Briten-Bezwinger‘-Korps in Sanyuanli
Die Stätte des ‚Briten-Bezwinger‘-Korps in Sanyuanli (chinesisch 三元里平英团遗址, Pinyin Sānyuánlǐ píngyīngtuán yízhǐ, englisch Site of the “Quell the British” Corps at Sanyuanli) befindet sich im Straßenviertel Sanyuanli des Stadtbezirks Baiyun der südchinesischen Stadt Guangzhou (Kanton). Im 19. Jahrhundert war Sanyuanli noch ein nördlicher Vorort Guangzhous (Kantons).
Während des Ersten Opiumkrieges begannen im Gebiet des Dorfes Sanyuanli britische Soldaten mit Plünderungen. Am 29. Mai 1841 wurden mehrere plündernde Soldaten von wütenden Dorfbewohnern getötet. Zusammen mit Bewohnern benachbarter Dörfer wurde eine Streitmacht gegen die Briten organisiert. Als am 30. Mai über tausend britische Soldaten in Sanyuanli einfielen, wurden sie von den Dorfbewohnern mit Unterstützung von 103 umliegenden Dörfern besiegt. 
Die Stätte steht seit 1961 auf der Liste der Denkmäler der Volksrepublik China (1-1). 